# Gemeinden des Kantons Nidwalden
Der Kanton Nidwalden umfasst elf politische Gemeinden (Stand: November 2011). Der Hauptort ist Stans, eine Verwaltungsebene Bezirk fehlt.

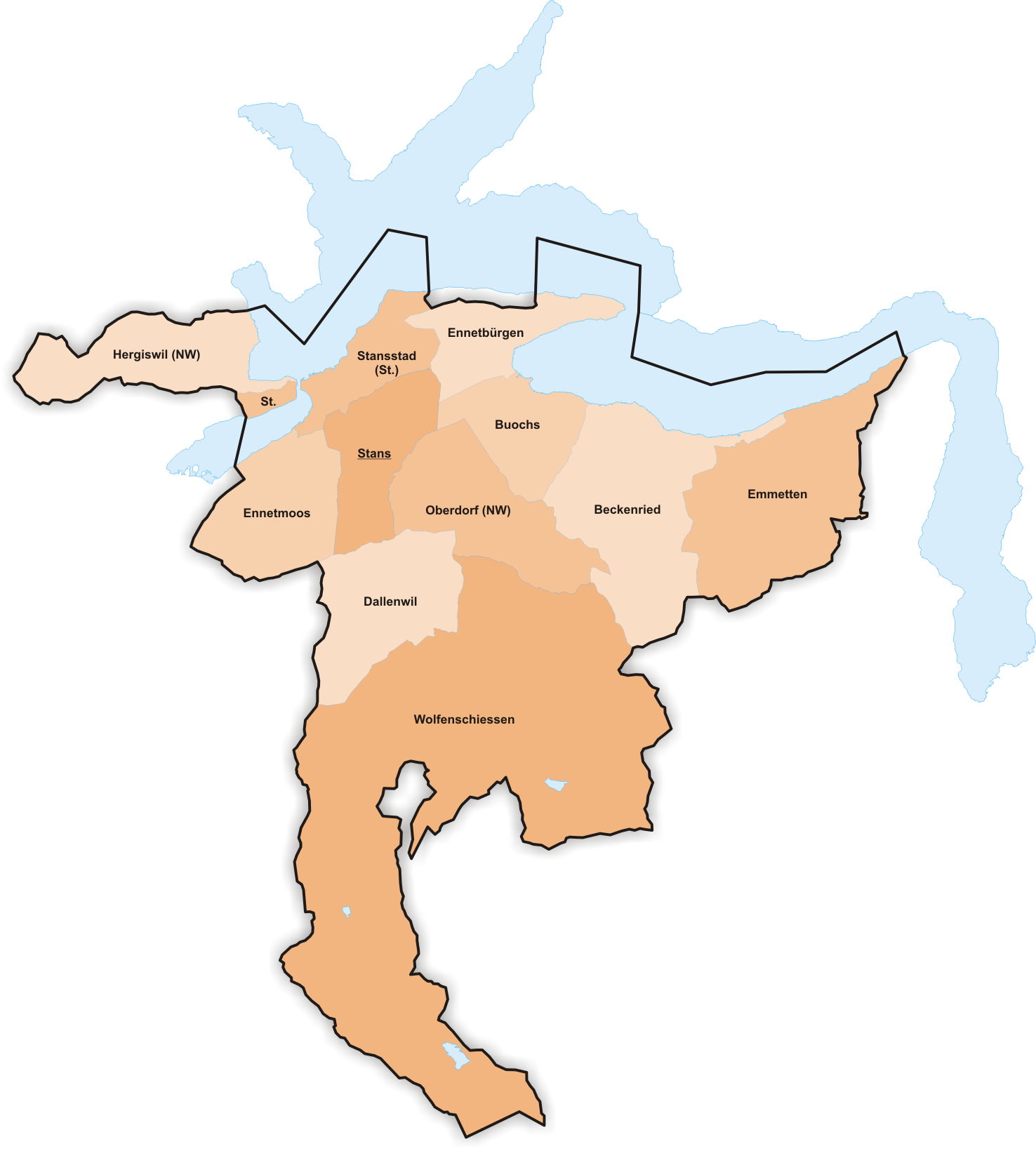
Gemeinden des Kantons Nidwalden

| Wappen           | Gemeindename     | Einwohner 31. Dezember 2023 | Fläche in km² | Einwohner /km² |
| ---------------- | ---------------- | --------------------------- | ------------- | -------------- |
| Beckenried       | Beckenried       | 3736                        | 24,24         | 154            |
| Buochs           | Buochs           | 5487                        | 9,96          | 551            |
| Dallenwil        | Dallenwil        | 1875                        | 15,47         | 121            |
| Emmetten         | Emmetten         | 1661                        | 24,92         | 67             |
| Ennetbürgen      | Ennetbürgen      | 5288                        | 9,32          | 567            |
| Ennetmoos        | Ennetmoos        | 2321                        | 14,07         | 165            |
| Hergiswil        | Hergiswil (NW)   | 6187                        | 14,30         | 433            |
| Oberdorf         | Oberdorf (NW)    | 3105                        | 16,20         | 192            |
| Stans            | Stans            | 8377                        | 11,08         | 756            |
| Stansstad        | Stansstad        | 4869                        | 9,07          | 537            |
| Wolfenschiessen  | Wolfenschiessen  | 2110                        | 92,70         | 23             |
| Kanton Nidwalden | Kanton Nidwalden | 45'016                      | 275,84        | 163            |

Zur Gesamtfläche des Kantons gehört neben den Landflächen der Gemeinden noch ein Anteil des Vierwaldstättersees von 34,51 km², total 275,85 km².

## Veränderungen im Gemeindebestand

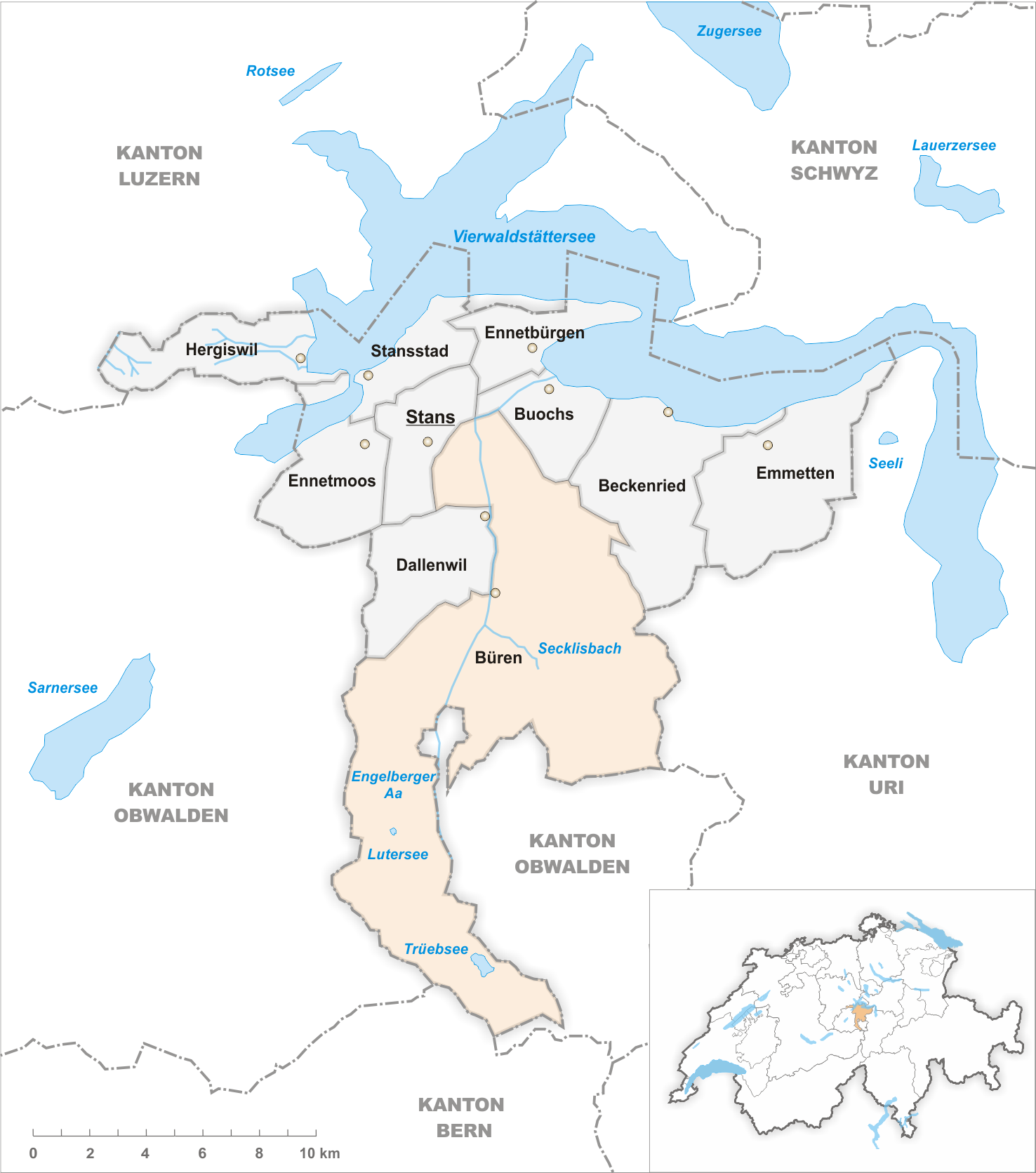
Gemeinden bis 1849

- 1850: Abspaltung von Büren → Oberdorf und Wolfenschiessen